# Takano Minoru

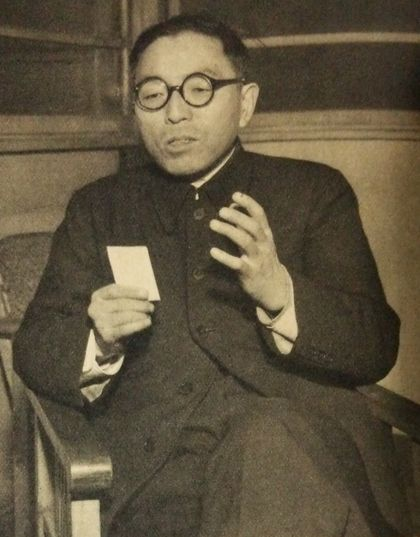
Takano Minoru 1954

Takano Minoru (japanisch 高野 実; geboren 27. Januar 1901 in Tokio; gestorben 13. September 1974) war ein führender japanischer Gewerkschaftsfunktionär.

## Leben und Wirken
Takano Minoru gründete während seines Studiums an der Waseda-Universität die „Waseda University Cultural Association“ (早大, bunkakai) und die „Student Federation“ (学生連合会, Gakusei rengokai). Nachdem er als Sekretär der Kommunistischen Partei Japans und der „Political Research Association“ (政治研究会, Seiji kenkyūkai) gearbeitet hatte, schloss er sich der Arbeiterbewegung an, darunter der „Tōkyō Publishing Workers’ Union“ (東京出版労働組合, Tōkyō shuppan rōdō kumiai) und der „Zenro Club Elimination Alliance“ (全労倶楽部排撃同盟, Zenrō kurabu haigeki dōmei).
Nach dem Zweiten Weltkrieg unterstützte Takano den Wiederaufbau der „Japanese Federation of Labor“ (日本労働組合総同盟, Nihon rōdō kumiai sōdōmei) – kurz „Sōdōmei“. Er förderte dann die Gründung der „Nihon rōdō kumiai sōhyō gikai“ (日本労働組合総評議会, Nihon rōdō kumiai sōhyō gikai) – kurz „Sōhyō“ – im Jahr 1950. Er wirkte vom folgenden Jahr bis 1955 als Generalsekretär, bis sich Iwai Akira (1922–1997) gegen ihn durchsetzte. Während dieser Zeit führte er nach gründlicher Überprüfung eine Änderung der Angriffsrichtung der Gewerkschaften durch und begründete so die „Takano-Ära“.
Takano war bekannt für seine kraftvollen Sprüche. Er starb mit 73 Jahren an Tuberkulose. Von 1976 bis 1977 wurden „Takano Minorus Gesammelte Werke“ (高野実著作集) in fünf Bänden herausgegeben, die im Verlag „Tsuge shobō“ (柘植書房) erschienen.